# Уклонка
Уклонка — упразднённый посёлок находившийся в административном подчинении поселка Боровой Кемеровского городского округа Кемеровской области. Исключен из учётных данных в 1987 году.

## География
Посёлок располагался на правом берегу реки Чесноковка, в районе пересеения ее трассой Северо-западного обхода Кемерово, на расстоянии примерно 3 км по прямой к северо-западу от посёлка Боровой.

## История
Решением Кемеровского ОИК № 204/271 от 4 июня 1963 года поселок Уклонка передан в административное подчинение Кедровского поссовета из Андреевского сельсовета Кемеровского района. Дата передачи в подчинение Боровского поссовета не установлена.
Решением ОИК № 74 от 16 марта 1987 года посёлок исключен из учетных данных.